# Els Hostalets de Pierola
Els Hostalets de Pierola è un comune spagnolo di 1 454 abitanti situato nella comunità autonoma della Catalogna.

## Storia
La storia di Els Hostalets de Pierola ha radici antiche che risalgono all'epoca romana. La zona era allora nota per la sua produzione di ceramica e mattoni, grazie alla presenza di argilla e altre materie prime necessarie alla produzione. Durante il periodo romano, la zona ospitava una serie di fornaci e altre strutture industriali, che facevano parte di una grande rete di attività produttive sparse in tutta la regione.
Nel Medioevo, il villaggio di Els Hostalets de Pierola si sviluppò intorno alla sua chiesa parrocchiale, la chiesa di Sant Pere. Questa chiesa risale almeno al XII secolo, e fu probabilmente costruita su una precedente chiesa romanica. Nel corso dei secoli, la chiesa subì numerose modifiche e ampliamenti, fino ad assumere l'aspetto attuale nel XVIII secolo.
Nel XIX secolo, Els Hostalets de Pierola subì un importante sviluppo economico grazie all'industria del carbone. La zona circostante era ricca di carbone e altri minerali, e la costruzione di ferrovie e strutture industriali permise di sfruttare al massimo queste risorse. La popolazione del villaggio aumentò rapidamente, e vennero costruite nuove case, scuole e altre infrastrutture.
Con l'avvento del XX secolo, l'industria del carbone iniziò a declinare e il villaggio si adattò a nuove attività economiche. Oggi, Els Hostalets de Pierola è una comunità rurale e tranquilla, che vive principalmente di agricoltura e turismo. La zona circostante è ricca di attrazioni naturali e storiche, compreso il Parco Naturale di Sant Llorenç del Munt i l'Obac e il museo del carbone.